# Campeonato Promoção Feminino 2008–09
O Campeonato Promoção Feminino, é o segundo escalão feminino de Futebol organizado pela Liga Portuguesa de Futebol Profissional.
Época 2008/2009.

## 2ª Fase Apur. Campeão
| Pos | Equipa                 | J  | V | E | D | GM | GS | Diff | Pts |
| --- | ---------------------- | -- | - | - | - | -- | -- | ---- | --- |
| 1   | Odivelas               | 10 | 6 | 3 | 1 | 20 | 11 | +9   | 21  |
| 2   | União Rec Cadima       | 10 | 5 | 2 | 3 | 10 | 9  | +1   | 17  |
| 3   | UD Oliveirense         | 10 | 5 | 1 | 4 | 17 | 11 | +6   | 16  |
| 4   | Clube Albergaria Mazel | 10 | 4 | 4 | 2 | 16 | 12 | +4   | 16  |
| 5   | Leixões SC             | 10 | 4 | 1 | 5 | 17 | 17 | 0    | 13  |
| 6   | Casa Povo Martim       | 10 | 0 | 1 | 9 | 12 | 32 | -20  | 1   |

As duas primeiras equipas sobem de Divisão

## Calendário
|                        | ODI | URC | UDO | CAM | LSC | CPM |
| Odivelas               |     | 0-0 | 2-1 | 0-0 | 3-1 | 4-1 |
| União Rec Cadima       | 0-3 |     | 0-1 | 1-0 | 2-1 | 2-1 |
| UD Oliveirense         | 1-2 | 1-2 |     | 3-0 | 1-1 | 3-0 |
| Clube Albergaria Mazel | 3-3 | 0-0 | 2-1 |     | 3-1 | 3-0 |
| Leixões SC             | 3-0 | 1-0 | 1-2 | 0-2 |     | 7-4 |
| Casa Povo Martim       | 1-3 | 1-3 | 1-3 | 3-3 | 0-1 |     |

## Campeonato Promoção Feminino Séries (A,B,C,D,E) 1ª Fase
Não a resultados dos grupos da 1ª Fase